# NK Johovac
Nogometni klub Johovac (NK Johovac; Johovac) je bio nogometni klub iz Johovca, grad Doboj, Republika Srpska, Bosna i Hercegovina.

## O klubu
U Johovcu je organizirana športska aktivnost započela 1930. godine osnivanjem športskog društva "Sokol". Nogomet se počeo igrati 1949. godine, te je osnovan klub "Budućnost". Prvu ligašku utakmicu je "Budućnost" odigrala 1962. godine u sklopu dobojskog saveza, u čijim se ligama natjecao idućih godina. 1991. godine klub mijenja ime u NK "Johovac". 
Zbog rata u BiH, okupacije i protjerivanja hrvatskog stanovništva iz Johovca klub se 1992. godine gasi. U obrani sudjeluju i članovi NK "Johovac"', od kojih je šest poginulo. 
 
U izbjeglištvu su rad kluba aktiviran kroz veterane, kao i malnogometni klub koji se natjecao u "Malonogometnoj ligi Sesvete".

Nakon što je došlo do djelomičnog povratka stanovništva u Johovac, uređeno je igralište, ali bez ponovnog natjecateljskog aktiviranja kluba. 
 Glavna aktivnost kluba je redovito održavanje Malonogometnog turnira "Hrvatskih branitelja", koji se redovito od 2006. godine održava u Johovcu.

## Poznati igrači
- Ivan Lušić

## Unutrašnje poveznice
- Johovac

## Vanjske poveznice
- johovac.com  Arhivirana inačica izvorne stranice od 1. siječnja 2019. (Wayback Machine)
- johovac.com, NK Johovac  Arhivirana inačica izvorne stranice od 1. siječnja 2019. (Wayback Machine)
- blogger.ba/galerije, Amblem NK Johovac nekada NK Budućnost  Arhivirana inačica izvorne stranice od 1. siječnja 2019. (Wayback Machine)